# Multiplex RTI cz STC
Multiplex RTI cz DAB je multiplexem digitálního rozhlasového vysílání DAB+ v České republice, ve kterém vysílají komerční rádia a veřejnoprávní stanice ČRo Karlovy Vary, která se nevešla do veřejnoprávního multiplexu ČRo DAB+. Provozuje ho společnost RTI cz s.r.o.
Ensemble ID multiplexu je 2003 (hex), label RTI cz DAB1.

## Rozhlasové stanice v multiplexu
| Stanice         | Logo | Název          | Název krátký | Bitová rychlost | Mód zvuku | Kodek  | Ochrana | ID | SID  |
| --------------- | ---- | -------------- | ------------ | --------------- | --------- | ------ | ------- | -- | ---- |
| Radio 1         |      | RADIO 1        | RADIO 1      | 88 kbit/s       | Stereo    | AAC-LC | EEP 2-A | 2  | 2339 |
| Rádio 7         |      | Radio 7        | Radio 7      | 96 kbit/s       | Stereo    | AAC-LC | EEP 1-A | 5  | 2FB9 |
| Radio Beat      |      | *Radio BEAT*   | *BEAT*       | 88 kbit/s       | Stereo    | AAC-LC | EEP 2-A | 3  | 2F31 |
| DAB Plus Top 40 |      | DAB plus TOP40 | TOP40        | 96 kbit/s       | Stereo    | AAC-LC | EEP 1-A | 1  | 2FB5 |
| Radio Proglas   |      | Radio PROGLAS  | PROGLAS      | 96 kbit/s       | Stereo    | AAC-LC | EEP 1-A | 6  | 2AA1 |
| Signál rádio    |      | Signal Radio   | Signal       | 88 kbit/s       | Stereo    | AAC-LC | EEP 2-A | 4  | 2F11 |

## Vysílače multiplexu
Multiplex RTI cz DAB je šířen z následujících vysílačů:
| Vysílač                   | Kanál | Kmitočet    | Výkon (ERP) | Polarizace |
| ------------------------- | ----- | ----------- | ----------- | ---------- |
| Beroun – Záhrabská        | 5A    | 174.928 MHz | 1 kW        | vertikální |
| Karlovy Vary – Sídliště   | 5A    | 174.928 MHz | 0,5 kW      | vertikální |
| Praha – Strahov           | 5A    | 174.928 MHz | 1 kW        | vertikální |
| Příbram – Hvězdárna       | 5A    | 174.928 MHz | 0,25 kW     | vertikální |
| Domažlice – Čerchov       | 5B    | 176.064 MHz | 1 kW        | vertikální |
| Klatovy – Doubrava        | 5B    | 176.064 MHz | 1 kW        | vertikální |
| Plzeň – Sylván            | 5B    | 176.064 MHz | 1 kW        | vertikální |
| Třebouň – Třebouňský vrch | 5B    | 176.064 MHz | 1 kW        | vertikální |
| České Budějovice – Kluk   | 7A    | 188.928 MHz | 1 kW        | vertikální |
| Kašperské Hory – Javorník | 7A    | 188.928 MHz | 1 kW        | vertikální |
| Karlovy Vary – Klínovec   | 9C    | 206.352 MHz | 1 kW        | vertikální |